# Pir Tran Sosa II
Pir Tran Sosa II is een bestuurslaag in het regentschap Padang Lawas van de provincie Noord-Sumatra, Indonesië. Pir Tran Sosa II telt 1881 inwoners (volkstelling 2010).